# Орден Републике Црне Горе
Орден Републике Црне Горе је одликовање Црне Горе. Орден је установљен 5. маја 2005. године доношењем Закона о државним одликовањима и признањима. Додјељује га предсједник Црне Горе. Орден Републике Црне Горе је највише државно одликовање које се додјељује на великој огрлици предсједницима или суверенима држава и лидерима међународних организација или на ленти другим високим званичницима страних држава или међународних организација. Орден Републике Црне Горе састоји се од орденске звијезде, велике огрлице, односно ленте и орденског знака. Орден је осмислио српски вајар и универзитетски професор Мирољуб Стаменковић.

## Изглед ордена
Велика огрлица је од сребра, дужине 950мм и састоји се од 10 чланака кружног облика, пречника 30мм, који су међусобно повезани декоративним преплетима из плетенице уз орденске звијезде и орденског знака. На чланцима су карактеристични детаљи из црногорске историје и културе: грб Војислављевића, грб Петровића, печат архонта Петра, печат Петра I, грб Балшића, грб Црнојевића, елемент из „Октоиха” са словом К, слово Р са круном из књиге Божидара Вуковића, портрет мајке Црногорке са каријатиде на Маузолеју на Ловћену и портрет црногорског ратника са слике Петра Лубарде „Битка на Вучјем долу”. На велику огрлицу се качи орденски знак.

## Носиоци ордена

### Лента
- Јенс Столтенберг
- краљ Јордана Абдулах II ал Хусеини.